# باريس تورز 1973
باريس تورز 1973 هو سباق دراجات هوائية، وهو الموسم رقم 67 من باريس تورز، وأقيم في 30 سبتمبر 1973.
فاز بالمركز الأول ريك فان ليندن، وبالمركز الثاني روجر دي فلايمينك، وبالمركز الثالث فرانز فيربيك.

## الفائزون
| الترتيب | الفائز           |
| ------- | ---------------- |
| الفائز  | ريك فان ليندن    |
| الثاني  | روجر دي فلايمينك |
| الثالث  | فرانز فيربيك     |